# Fontcuberta
Fontcoberta (oficialmente y en catalán Fontcoberta) es un municipio español de la provincia de Gerona, Cataluña, situado en el noroeste de la comarca del Pla de l'Estany. Además de la capital municipal, incluye los núcleos de Figueroles, el barrio de Fares, el pueblo de Melianta y Vilavenut. Cuenta con una población de 1503 habitantes (INE 2024).

## Demografía
Fontcuberta cuenta con una población de 1503 habitantes (INE 2024).

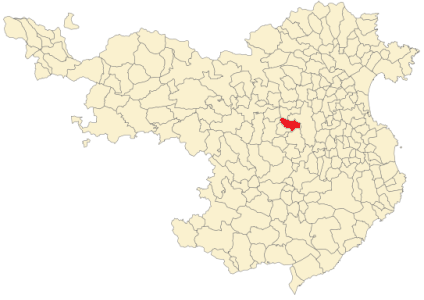
Situación de Fontcuberta en la provincia de Gerona

| Gráfica de evolución demográfica de Fontcuberta entre 1842 y 2021 |
| |
| Población de derecho según los censos de población del INE Población de hecho según los censos de población del INEEntre el censo de 1857 y el anterior, crece el término del municipio porque incorpora a Espasens, Vilavenut |

## Administración y política
| Periodo   | Nombre                    | Partido |
| --------- | ------------------------- | ------- |
| 1979-1983 | Lluís Ferrando i Portell  | CiU     |
| 1983-1987 | Lluís Ferrando i Portell  | CiU     |
| 1987-1991 | Lluís Ferrando i Portell  | CiU     |
| 1991-1995 | Lluís Ferrando i Portell  | CiU     |
| 1995-1999 | Jaume Roura i Noguer      | CiU     |
| 1999-2003 | Jaume Roura i Noguer      | CiU     |
| 2003-2007 | Jaume Roura i Noguer      | CiU     |
| 2007-2011 | Joan Estarriola Vilardell | ERC     |
| 2011-2015 | Joan Estarriola Vilardell | ERC     |
| 2015-2019 | Joan Estarriola Vilardell | ERC     |
| 2019-2023 | Joan Estarriola Vilardell | ERC     |
| 2023-act. | Francesc Xavier Cros      | ERC     |
|           | Dolors Bustins            |         |